# Años 620
Los años 620 o década del 620 empezó el 1 de enero del 620 y terminó el 31 de diciembre del 629. 

## Acontecimientos
- 620 - 635: Isidoro de Sevilla escribe la Etimologías.
- Recaredo II sucede a Sisebuto como rey de los visigodos en el año 621; reina unos días y muere, siendo sucedido por Suintila, que reinará hasta 631.
- Honorio I sucede a Bonifacio V como papa en el año 625
- Dagoberto I sucede a Clotario II como rey de los francos en el año 629; reinará hasta 639.